# Mallam Oubandawaki
Mallam Oubandawaki (* 1945 in Tibiri; † 2004; auch Malam Oubandawaki) war ein nigrischer Offizier und Politiker.

## Leben
Mallam Oubandawaki besuchte die Grundschule in seinem Geburtsort Tibiri, gefolgt von der Mittelschule Lycée National in Niamey, die er 1966 abschloss. Danach arbeitete er zunächst drei Jahre lang für das Zollamt und in der Privatwirtschaft.
Oubandawaki schloss sich 1969 der zu den Streitkräften Nigers gehörenden Gendarmerie an. Nach einer zweijährigen Grundausbildung wurde er einer Brigade in Birni-N’Konni zugeteilt. Ab 1972 absolvierte er eine Serie von Weiterbildungen: am militärischen Ausbildungszentrum Tondibiah in Niger, an der Militärschule in Bouaké in der Elfenbeinküste und an der École des officiers de la gendarmerie nationale in Melun in Frankreich. Nach seiner Rückkehr wurde er 1976 zunächst Gruppenkommandant der Gendarmerie in Niamey.
Seyni Kountché, seit 1974 Staatschef Nigers und Vorsitzender des Obersten Militärrats, holte Mallam Oubandawaki 1976 als seinen langjährigen Aide-de-camp zu sich. Kountché, zu diesem Zeitpunkt schon schwer krank, ernannte Oubandawaki am 7. September 1987 als Nachfolger von Hadj Nadjir zum Justizminister Nigers. Nach dem Tod des Staatschefs wurde am 20. November 1987 Abdourahamane Soli neuer Justizminister. Unter Kountchés Nachfolger Ali Saïbou stieg Oubandawaki am 23. November 1987 zum Oberkommandanten und damit Leiter der gesamten Gendarmerie auf. Diese Funktion hatte er bis 7. März 1993 inne. Er war Mitglied der nationalen Wahlkommission für das Verfassungsreferendum von 1992, die Parlamentswahlen von 1993 und die Präsidentschaftswahlen von 1993.
Nach der Entmachtung des Militärs und in einer Periode ziviler Regierungen ab 1993 arbeitete Oubandawaki als Berater des Staatsministers für nationale Versöhnung Albert Wright und des Verteidigungsministers Tahirou Amadou. Im Jahr 1995 übernahm er kurzzeitig das Kommando der ersten Gendarmerie-Legion von Niamey. Oubandawaki veröffentlichte im selben Jahr seine Memoiren, in denen er die Herrschaft Seyni Kountchés verklärte. Unter dem von 1996 bis 1999 amtierenden Staatspräsidenten Ibrahim Baré Maïnassara, wieder einem Angehörigen der Streitkräfte, wirkte er als Präfekt des Departements Diffa und des Departements Maradi.
Mallam Oubandawaki starb 2004.

## Schriften
- J’étais l’aide de camp du Président Kountché. Nouvelle Imprimerie du Niger, Niamey 1995.

## Ehrungen
- Offizier des Nationalordens von Niger
- Ritter der Ehrenlegion[1]´
- Ritter des Nationalordens von Obervolta[9]